# Hypagyrtis brendae
Hypagyrtis brendae là một loài bướm đêm trong họ Geometridae.